# Carl Johan Lind
Carl Johan „Massa” Lind (ur. 25 maja 1883 w Karlskoga, zm. 2 lutego 1965 w Karlstadzie) – szwedzki lekkoatleta miotacz, dwukrotny medalista olimpijski z Antwerpii.
Specjalizował się w rzucie młotem, choć z powodzeniem startował w innych rzutach. Wystąpił na igrzyskach olimpijskich w 1912 w Sztokholmie, gdzie zajął 5. miejsce w rzucie młotem, 27. miejsce w rzucie dyskiem i 8. miejsce w rzucie dyskiem oburącz.
Na igrzyskach olimpijskich w 1920 w Antwerpii zdobył 2 medale: srebrny w rzucie młotem i brązowy w rzucie 56-funtowym ciężarem. Wystąpił w rzucie młotem na igrzyskach olimpijskich w 1924 w Paryżu, gdzie zajął 7. miejsce i na igrzyskach olimpijskich w 1928 w Amsterdamie, gdzie był 14. w eliminacjach i nie wszedł do finału. 
Lind zdobył mistrzostwo Wielkiej Brytanii w rzucie młotem w 1920 i 1921. Był mistrzem Szwecji w rzucie młotem w latach 1918-1924, w rzucie dyskiem w 1910 i w rzucie ciężarem w latach 1918, 1919 i 1921-1927.
Był rekordzistą Szwecji w rzucie młotem od 47,52 m w 1912 do 52,51 m w 1922. Jego rekord przetrwał do 1927.